# 8191 Mersenne
8191 Mersenne è un asteroide della fascia principale. Scoperto nel 1993, presenta un'orbita caratterizzata da un semiasse maggiore pari a 2,2631931 UA e da un'eccentricità di 0,1096124, inclinata di 2,82983° rispetto all'eclittica.